# Kabinett Ratas I
Die erste Regierung der Republik Estland unter Ministerpräsident Jüri Ratas („Kabinett Ratas I“) trat am 23. November 2016 ihr Amt an. Sie war nach amtlicher Zählung die 49. Regierung der Republik Estland seit Ausrufung der staatlichen Unabhängigkeit 1918. Sie wurde nach den Parlamentswahlen 2019 abgelöst durch das zweite Kabinett unter Jüri Ratas, das am 29. April 2019 vereidigt wurde.

## Regierungsbildung
Am 9. November 2016 brach die bisherige Koalitionsregierung unter Führung von Ministerpräsident Taavi Rõivas („Kabinett Rõivas II“) aus der liberalen Reformpartei, den estnischen Sozialdemokraten (SDE) und der konservativen IRL auseinander. Die beiden kleineren Koalitionspartner SDE und IRL hatten mit Unterstützung der Oppositionsparteien ein erfolgreiches Misstrauensvotum gegen Ministerpräsident Rõivas ins Parlament (Riigikogu) eingebracht.
Nach Abschluss der Koalitionsverhandlungen zwischen der Zentrumspartei, den Sozialdemokraten und der IRL trat am 23. November 2016 die neue Regierung unter Führung von Ministerpräsidenten Jüri Ratas (Zentrumspartei) ihr Amt an. Der 38-jährige Ratas war erst im November 2016 zum Parteivorsitzenden der Zentrumspartei gewählt worden; er folgte dem langjährigen Parteivorsitzenden der Zentrumspartei und Tallinner Oberbürgermeister Edgar Savisaar nach, der nicht mehr zur Wahl antrat.

## Zusammensetzung
Die Zentrumspartei stellte im Parlament zunächst 27 Abgeordnete, die Sozialdemokraten 15 und die IRL 14. Die Regierung verfügte damit über eine stabile absolute Mehrheit von 56 der 101 Mandate im Parlament, die aber nach dem Austritt von zwei IRL-Abgeordneten, zwei Abgeordneten der Zentrumspartei und eines Abgeordneten der SDE auf 51 Mandate schrumpfte. Mit dem Austritt von Tiina Kangro aus der Isamaa-Fraktion (zuvor IRL-Fraktion) verlor die Regierung im Oktober 2018 endgültig ihre Mehrheit im Parlament.
Der Regierung gehörten jeweils fünf Mitglieder pro Koalitionspartner an. Das Kabinett bestand zuletzt wieder aus zehn Männern und fünf Frauen (zeitweise elf Männern und vier Frauen).

## Kabinettsmitglieder
| Ressort                                    | Bild                              | Name                                   | Partei | Partei |
| ------------------------------------------ | --------------------------------- | -------------------------------------- | ------ | ------ |
| Ministerpräsident                          | Jüri Ratas (2017)                 | Jüri Ratas                             |        | K      |
| Bildung und Wissenschaft                   | Mailis Reps (2017)                | Mailis Reps                            | K      |        |
| Wirtschaft und Infrastruktur               | Kadri Simson (2017)               | Kadri Simson                           | K      |        |
| Ländliche Entwicklung                      | Martin Repinski (2015)            | Martin Repinski bis 12. Dezember 2016  | K      |        |
| Ländliche Entwicklung                      | Tarmo Tamm (2017)                 | Tarmo Tamm seit 12. Dezember 2016      | K      |        |
| Öffentliche Verwaltung                     | Mihhail Korb (2015)               | Mihhail Korb bis 12. Juni 2017         | K      |        |
| Öffentliche Verwaltung                     | Jaak Aab (2017)                   | Jaak Aab 12. Juni 2017 – 2. Mai 2018   | K      |        |
| Öffentliche Verwaltung                     | Janek Mäggi (2014)                | Janek Mäggi seit 2. Mai 2018           | K      |        |
| Umwelt                                     | Marko Pomerants (2011)            | Marko Pomerants bis 12. Juni 2017      |        | IRL    |
| Umwelt                                     | Siim-Valmar Kiisler (2017)        | Siim-Valmar Kiisler seit 12. Juni 2017 |        | IRL    |
| Finanzen                                   | Sven Sester (2011)                | Sven Sester bis 12. Juni 2017          | IRL    |        |
| Finanzen                                   | Toomas Tõniste (2017)             | Toomas Tõniste seit 12. Juni 2017      | IRL    |        |
| Verteidigung                               | Margus Tsahkna (2011)             | Margus Tsahkna bis 12. Juni 2017       | IRL    |        |
| Verteidigung                               | Jüri Luik (2017)                  | Jüri Luik seit 12. Juni 2017           | IRL    |        |
| Soziales                                   | Kaia Iva (2017)                   | Kaia Iva                               | IRL    |        |
| Justiz                                     | Urmas Reinsalu (2017)             | Urmas Reinsalu                         | IRL    |        |
| Auswärtiges                                | Sven Mikser (2017)                | Sven Mikser                            |        | SDE    |
| Unternehmertum und Informationstechnologie | Urve Palo (2017)                  | Urve Palo bis 22. August 2018          | SDE    |        |
| Unternehmertum und Informationstechnologie | Rene Tammist seit 22. August 2018 |                                        | SDE    |        |
| Kultur                                     | Indrek Saar (2017)                | Indrek Saar                            | SDE    |        |
| Gesundheit und Arbeit                      | Jevgeni Ossinovski (2017)         | Jevgeni Ossinovski bis 2. Mai 2018     | SDE    |        |
| Gesundheit und Arbeit                      | Riina Sikkut (2019)               | Riina Sikkut seit 2. Mai 2018          | SDE    |        |
| Inneres                                    | Andres Anvelt (2017)              | Andres Anvelt bis 26. November 2018    | SDE    |        |
| Inneres                                    | Kadri Raik (2016)                 | Katri Raik seit 26. November 2018      | SDE    |        |